# Luka Sekulić
Luka Sekulić (Spalato, 1º luglio 1987) è un pallanuotista montenegrino, di ruolo attaccante.

## Palmarès

### Club
- Campionato serbo-montenegrino: 2

Jadran Herceg Novi: 2005, 2006
- Campionato montenegrino: 5

Jadran Herceg Novi: 2009, 2010, 2012, 2014, 2015
- Coppa di Serbia e Montenegro: 2

Jadran Herceg Novi: 2005, 2006
- Coppa del Montenegro: 5

Jadran Herceg Novi: 2007, 2008, 2012, 2014, 2015
- Lega Adriatica: 2

Jadran Herceg Novi: 2010, 2011
- Campionato tedesco: 1

Waspo Hannover: 2018
- Coppa di Germania: 2

Waspo Hannover: 2018, 2019